# Ocicat

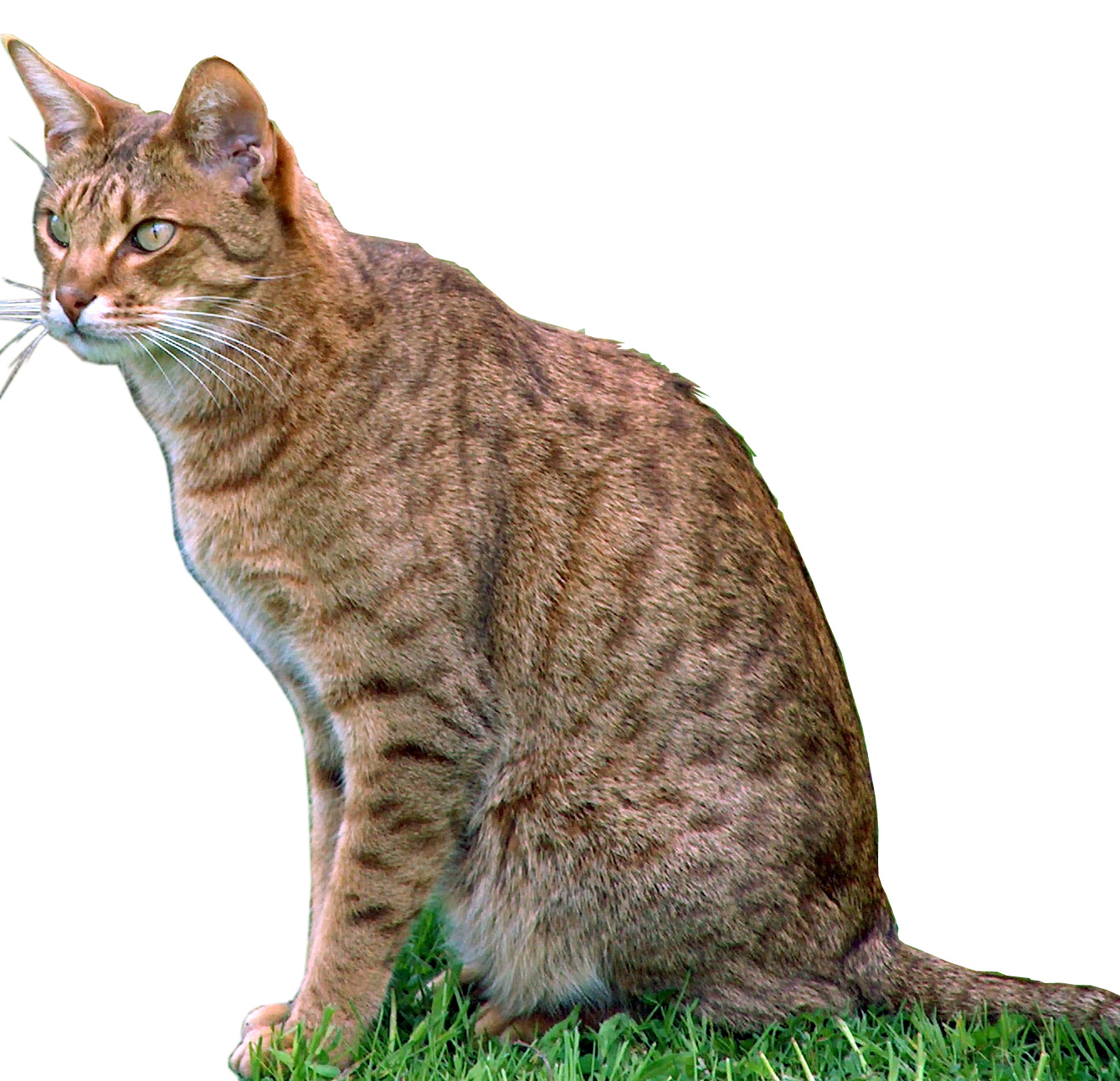

Ocicat este numele unei rase de pisici.
Clasificarea rasei: pisici cu părul scurt.
Speranța de viață: peste 15 ani.
Caracterul:
Deși are o talie mai mică decât cea a strămoșilor săi din rasa abisiniană și siameză, pisica Ocicat are un temperament activ și o capacitate de reacție, chiar dacă este mai puțin insistentă și sâcâitoare decât pisicile orientale. Este o pisică tăcută, sociabilă, care se atașează în mod deosebit de un membru al familiei printr-o legătură puternică și exclusivă. Datorită caracterului său jucăuș, curios și pașnic, poate fi un bun tovarăș al copiilor și acceptă cu ușurință prezența unui câine. Foarte agilă și cu o mare vitalitate, n-ar trebui obligată să trăiască în spații prea restrânse ci să aibă acces la o grădină; totuși, nu are nevoie doar de spațiul necesar pentru a face mișcare, ci și de compania și atenția din partea omului. Pentru a-i ușura petrecerea timpului în singurătate este bine să i se asigure prezența unei alte pisici de aceeași rasă și de sociabilitate asemănătoare.
Îngrijirea:
Pisică sănătoasă și robustă, cu o poftă de mâncare deosebită.